# 多布日霍維采

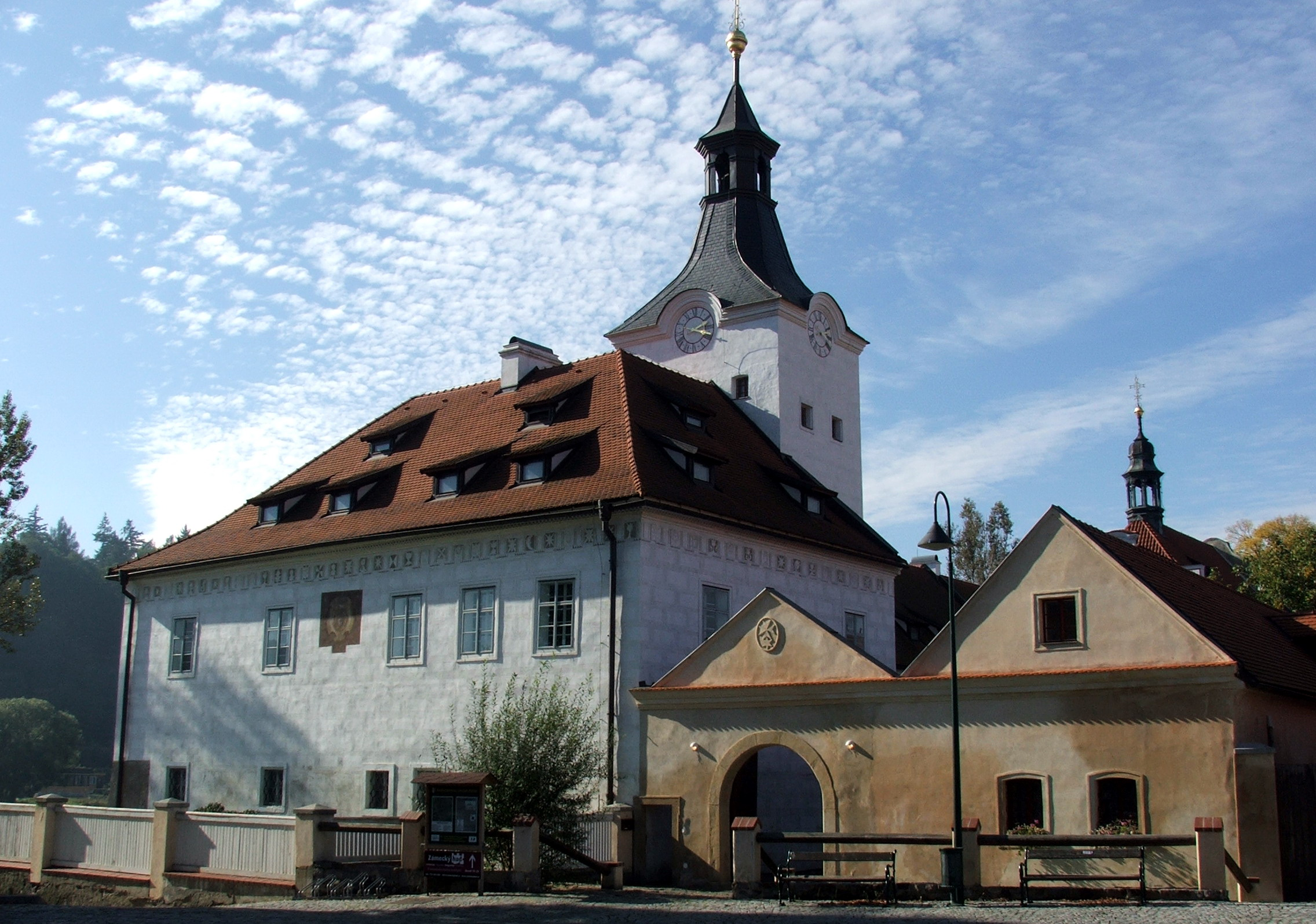

多布日霍維采是捷克的城鎮，位於該國西部，距離首都布拉格25公里，由中波希米亞州負責管轄，面積10.91平方公里，海拔高度205米，2011年人口3,374。